# パパが遺した物語
『パパが遺した物語』（パパがのこしたものがたり、Fathers and Daughters）は、2015年のアメリカ合衆国・イタリアのドラマ映画。監督はガブリエレ・ムッチーノ、出演はラッセル・クロウとアマンダ・セイフライドなど。自ら起こした事故で妻を亡くし、その事故の後遺症を抱えながら娘を育てようとする作家と、亡き父の面影を追って生きる娘の葛藤を描いている。
ブラッド・デッシュによる脚本は、ハリウッドでまだ映画化されていない優秀な脚本を選定する「ブラックリスト」で2012年の第10位に選ばれていた。

## ストーリー
1989年、小説家のジェイクは自身が起こした交通事故により同乗していた妻を亡くし、自身も入院する。やがて退院したジェイクは、しばらく義姉のエリザベスに預けていた7歳の愛娘ケイティに、「ずっと一緒」だと約束する。だが、ジェイクもまた事故の後遺症で発作に苦しむようになっていた。エリザベス夫婦はこれを危ぶみ、ケイティを養女として預かろうと養育権を取る訴えを起こすが、ジェイクは頑なに拒み、娘のために小説執筆に没頭する。酷評された復活第1作をものともせず、3ヶ月で第2作『父と娘』を書き上げると、時を同じくして、エリザベスの夫の浮気が発覚したため訴えを取り下げたとの知らせが入る。ケイティとの平穏な時間を取り戻したジェイクであったが、バスルームで発作が起きた際に転倒し、頭を打って死んでしまう。『父と娘』はピューリッツァー賞に選ばれるが、残されたケイティは、夫と別れたエリザベスに引き取られることとなる。
それから25年後、過去のショックから人をうまく愛せなくなっていたケイティだったが、父の遺作を敬愛する作家志望のキャメロンに惹かれる。キャメロンとの出会いをきっかけに、自らを傷付けるような不安定な生き方を変えようとする。しかし、日常ではカウンセラーとして自閉する少女ルーシーの心を開いた彼女も、自らの寂しさゆえのセックス依存を止めることはできず、行きずりの男に体を委ねる。裏切りだと激怒したキャメロンに去られたケイティは希望を失い、塞ぎ込んだ日々を送るが、最後まで娘の幸せのみを望んだ父の気持ちに応えるべく、再度、正面からキャメロンと向き合う決意を固めるのだった。

## キャスト
※括弧内は日本語吹替
- ジェイク・デイヴィス: ラッセル・クロウ（山路和弘） - 有名作家。
- ケイティ・デイヴィス: アマンダ・セイフライド（坂本真綾） - ジェイクの娘。心理学者の卵。
  - 幼少期: カイリー・ロジャーズ（英語版）（釘宮理恵）
- キャメロン: アーロン・ポール（小林親弘） - 作家志望の青年。
- エリザベス: ダイアン・クルーガー（入江純） - ジェイクの亡妻の姉。ケイティの伯母。
- ルーシー: クヮヴェンジャネ・ウォレス（土井真理） - ケイティの患者の少女。
- ウィリアム: ブルース・グリーンウッド（木下浩之） - エリザベスの夫。
- キャロライン: ジャネット・マクティア（兼田奈緒子）
- テディ・スタントン: ジェーン・フォンダ（緑川博子） - ジェイクの代理人。
- ドクター・コールマン: オクタヴィア・スペンサー（山本留里佳） - ケイティの指導教官。

## 評価
レビュー・アグリゲーターのRotten Tomatoesでは50件のレビューで支持率は28%、平均点は4.20/10、批評家の一致した見解は「家族の動態を掘り下げようと中途半端な努力をしているが、メロドラマに頼っている脚本を、『パパが遺した物語』の名の通ったキャストをもってしてもカバーすることはできていない。」となった。Metacriticでは17件のレビューを基に加重平均値が31/100となった。